# Jože Gal
Jože Gal (? - březen 2018) byl jugoslávský, později slovinský fotograf.

## Životopis
Žil a pracoval především v Mariboru. Specializoval se především na reportážní a pouliční fotografii. Stovky jeho fotografií jsou v archivu slovinského deníku Večer, spadají do kategorie public domain a jsou k dispozici na úložišti obrázků Wikimedia Commons.

## Galerie

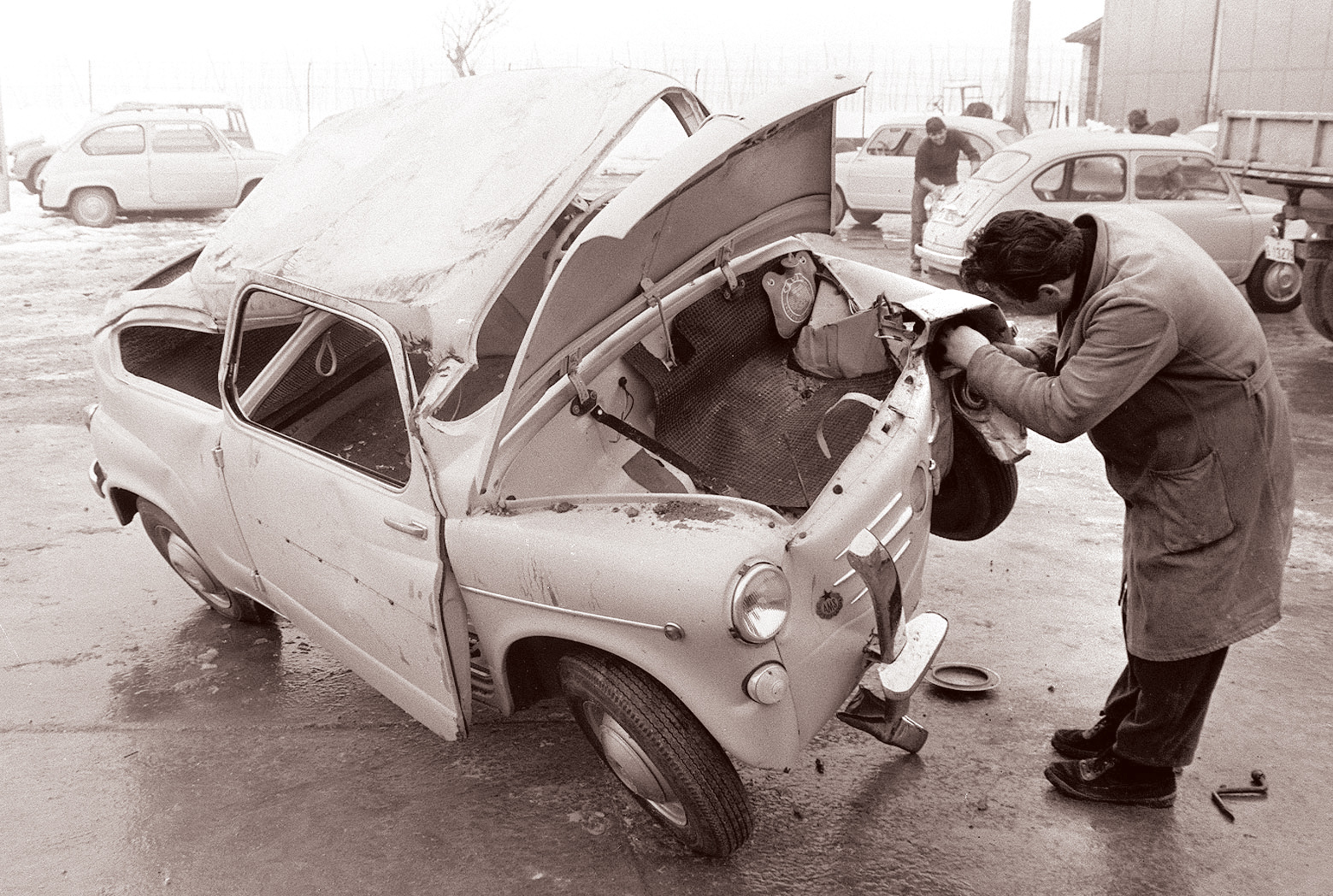
Zastava 750
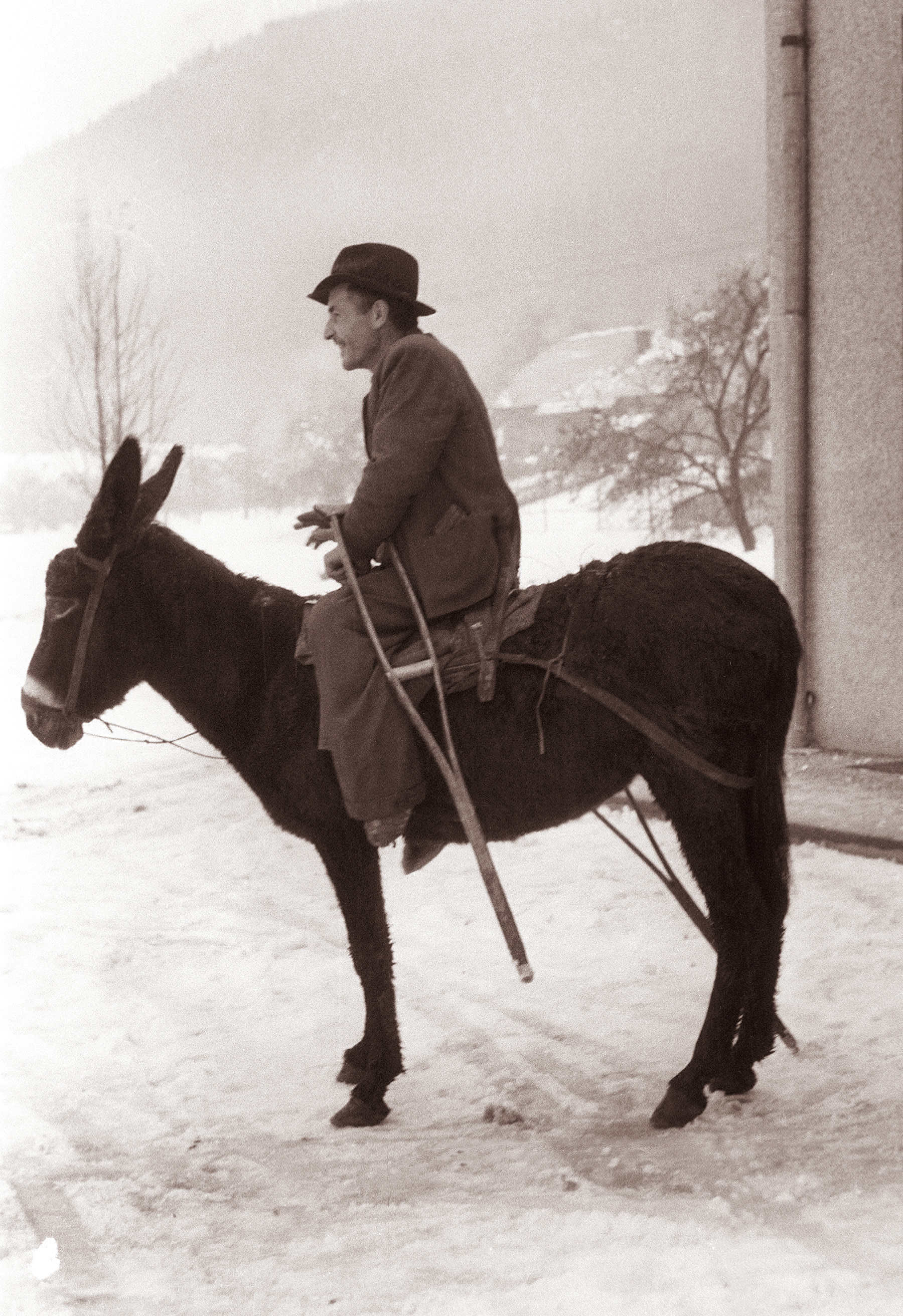
Muž na oslu, Otiški Vrh
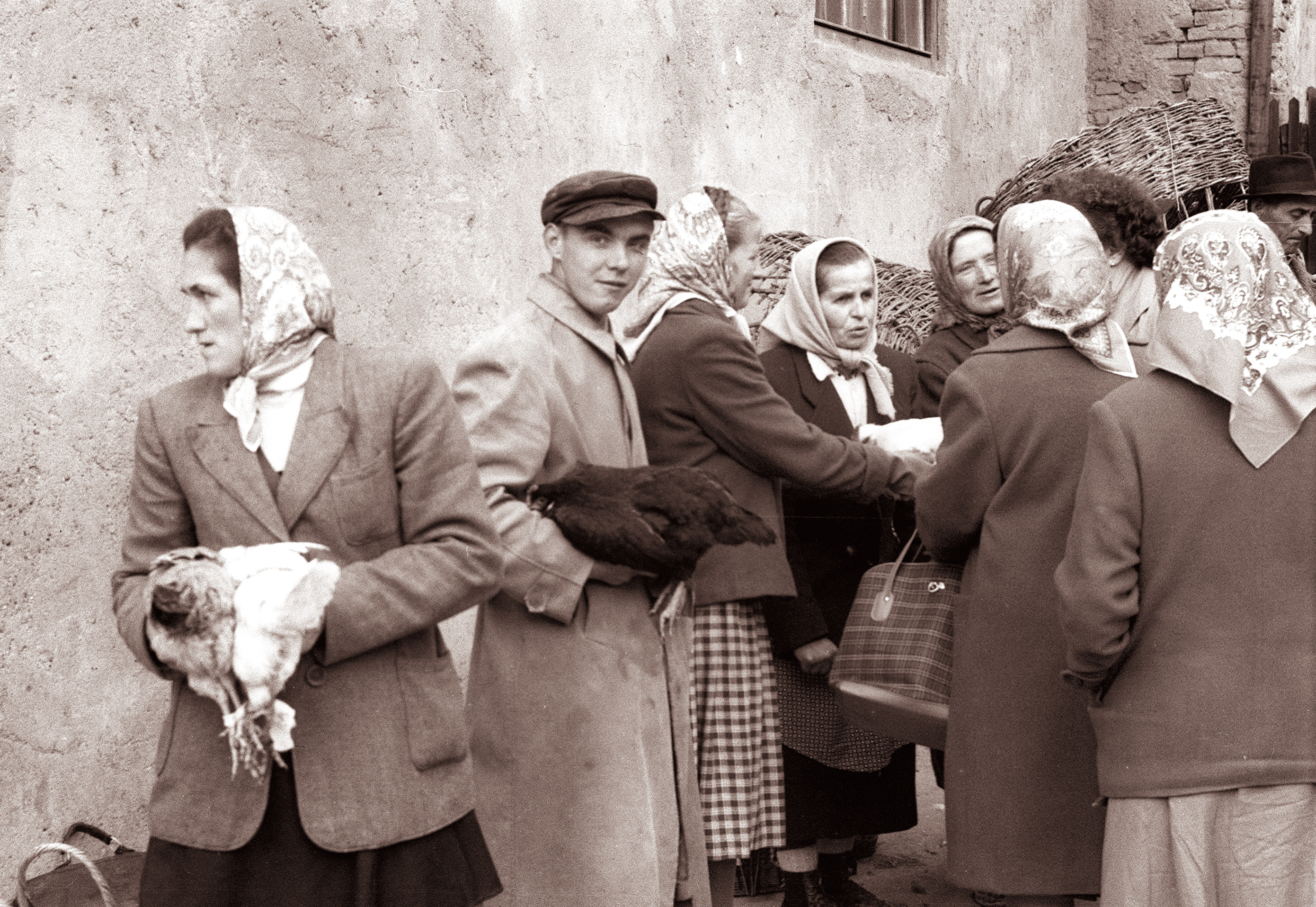
Tržnice v Mariboru
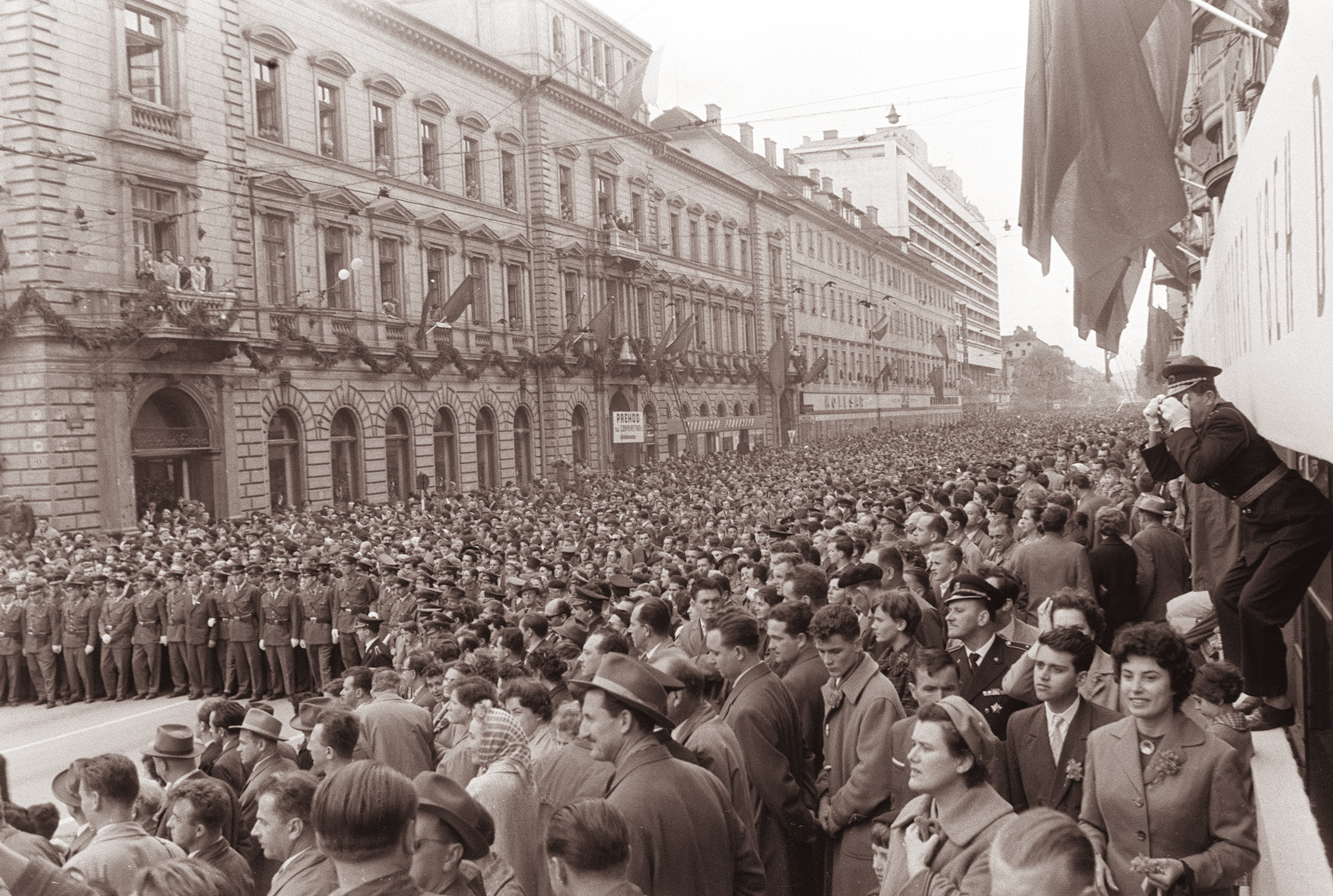
Prvomájový průvod, 1. května 1961 v Lublani
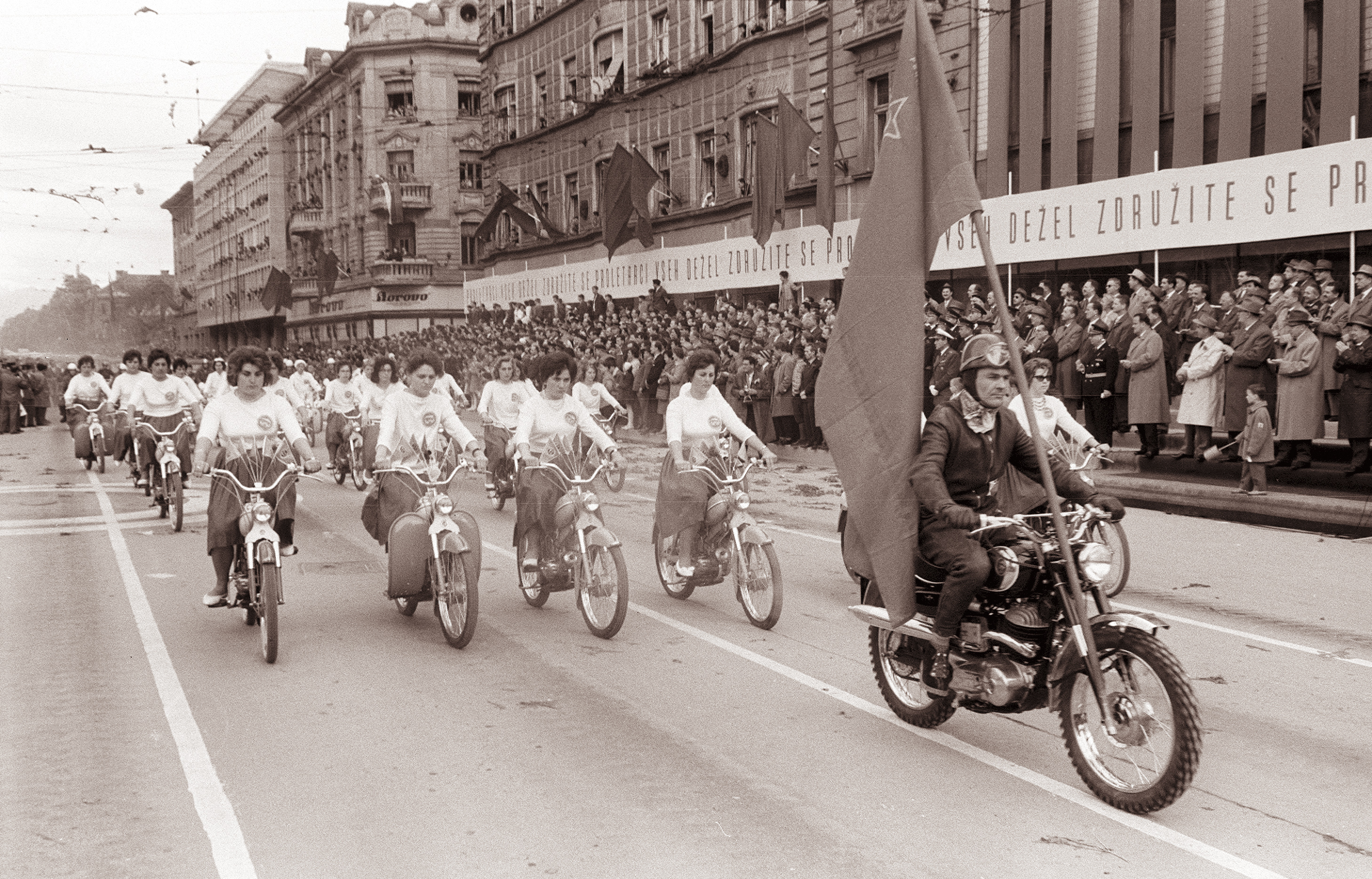
Prvomájový průvod v Lublani, 1961
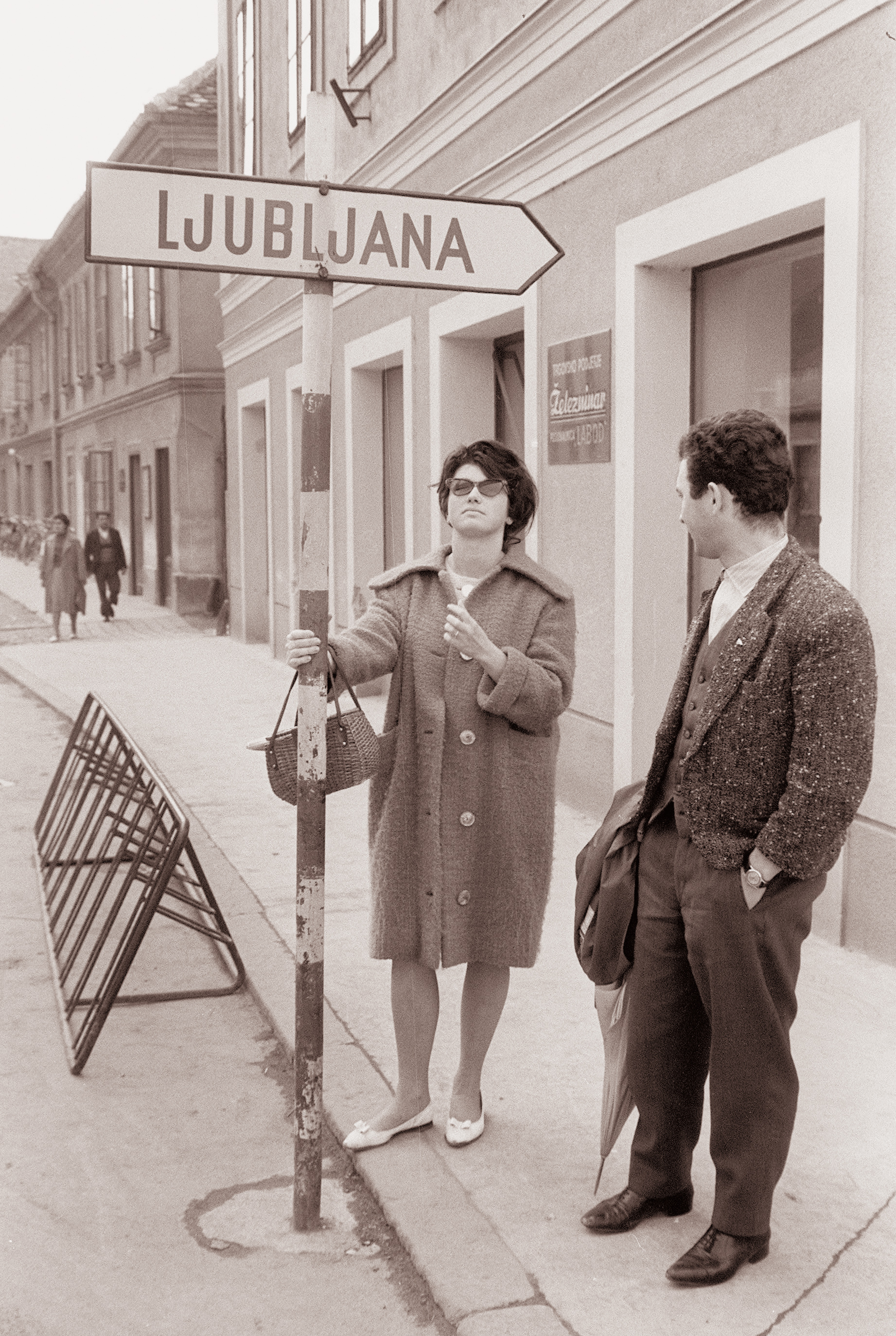
Celje, 1961
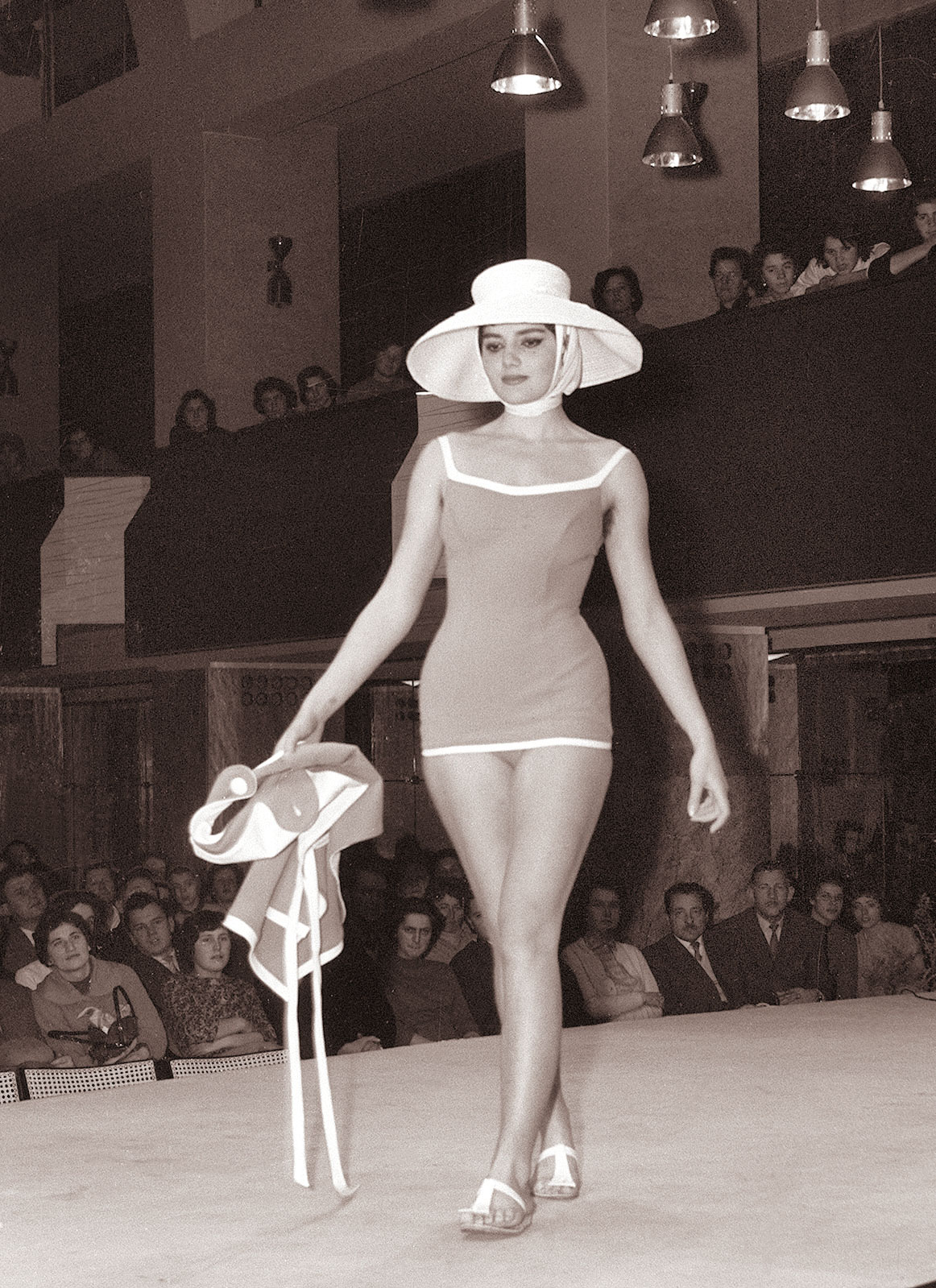
Módní přehlídka v Ljubljani, 1960
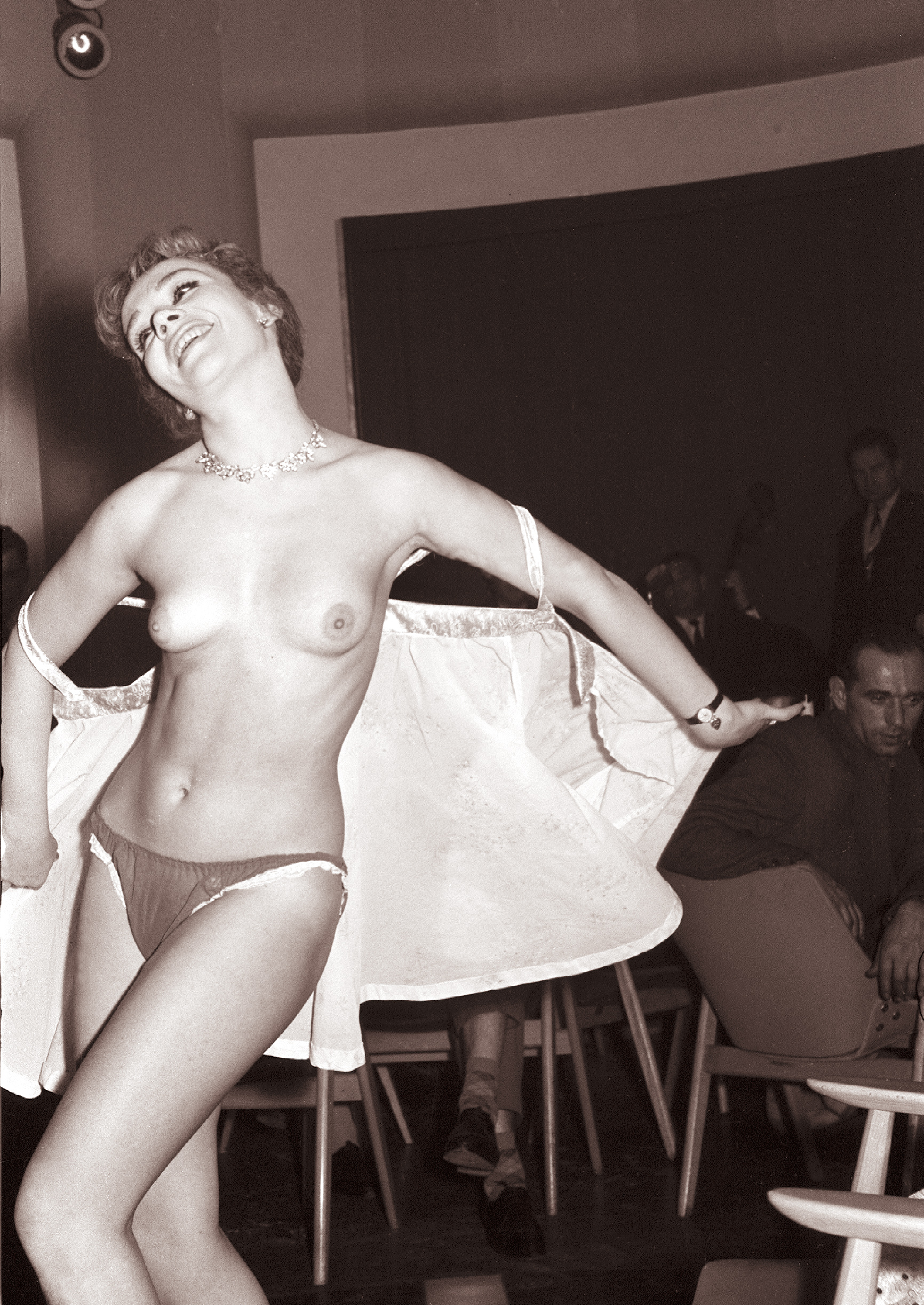
Jugoslávští umělci vystupující v nočním zábavném podniku, Maribor
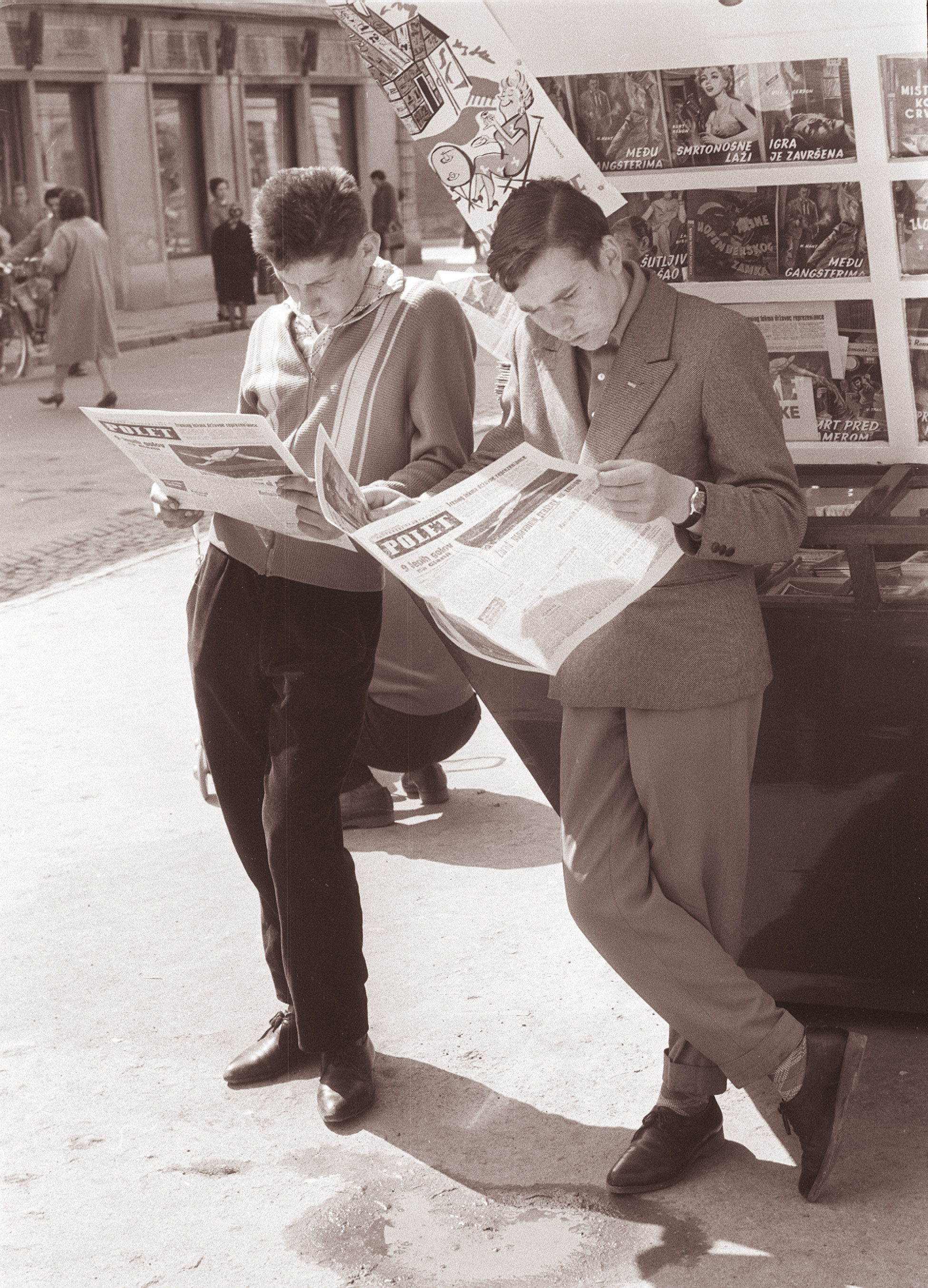
Čtení novin u kiosku, 1961